# Cesar (Santiago de Compostela)
Cesar (llamada oficialmente Santa María de Cesar) es una parroquia española del municipio de Santiago de Compostela, en la provincia de La Coruña, Galicia.

## Entidades de población
Entidades de población que forman parte de la parroquia:
- A Iglesia[4] (A Igrexa). En el INE aparece como A Igrexa de Cesar.
- Candelabeira
- Casal[5] (O Casal). En el INE aparece como O Casal de Cesar.
- Casas de Arriba[6] (As Casas de Arriba)
- Castro[7] (O Castro). En el INE aparece como O Castro de Cesar.
- Pousada.[8] En el INE aparece como Pousada de Cesar.
- Torre[9] (A Torre). En el INE aparece como A Torre de Cesar.
- Trasvea[10] (Tras Vea)

## Demografía
| Gráfica de evolución demográfica de Cesar entre 2000 y 2019 |
|                                                             |
| Datos según el nomenclátor publicado por el INE.            |